# Sad Vacation
Pour plus de détails, voir Fiche technique et Distribution.
Sad Vacation (サッド ヴァケイション, Saddo Vakeishon) est un film japonais dramatique, réalisé par Shinji Aoyama en 2007.

## Synopsis
En conduisant un camion de travailleurs clandestins chinois, Kenji découvre Achun, un enfant, au pied du cadavre de son père poursuivi par les passeurs, et le prend sous son aile. Il s'installe dans une petite ville où il est embauché comme chauffeur privé. Un jour, en raccompagnant un homme chez lui, il découvre que celui-ci est le nouveau mari de sa mère, qui l'avait abandonné quand il avait l'âge d'Achun. Il décide alors de s'immiscer dans la vie de cette femme...

## Fiche technique
- Titre original : サッド ヴァケイション (Saddo Vakeishon?)
- Titre français : Sad Vacation
- Réalisation : Shinji Aoyama
- Scénario : Shinji Aoyama
- Musique : Hiroyuki Nagashima
- Pays d’origine :  Japon
- Langue : japonais
- Durée : 136 minutes

## Distribution
- Yuka Itaya : Saeko Shiina
- Katsuo Nakamura: Shigeki Mamiya
- Tadanobu Asano: Kenji Shiraishi
- Aoi Miyazaki : Kozue Tamura
- Joe Odagiri : Goto
- Eri Ishida : Chiyoko Mamiya
- Kosuke Toyohara : Kawashima
- Ken Mitsuishi : Shigeo
- Maho Toyota : Makimura
- Kyusaku Shimada : Sone
- Yūsuke Kawazu : Kijima